# Maurizio Lazzarato
Maurizio Lazzarato, né en 1955, est un sociologue et philosophe italien indépendant, résidant à Paris.

## Biographie
A étudié à l'université de Padoue. Militant dans les années 1970 de l'Autonomie ouvrière, il s'est exilé en France pour échapper aux poursuites avant que celles-ci ne soient abandonnées dans les années 1990.

## Travaux
Ses recherches portent sur le travail immatériel, l'éclatement du salariat, l'ontologie du travail et le capitalisme cognitif. Il s'est également intéressé aux concepts de biopolitique et de bioéconomie.
Chercheur au Matisse/CNRS (Université Paris I), il est membre du Collège international de philosophie de Paris.
Il a fait partie du comité de rédaction de la revue Multitudes dont il est un des membres fondateurs. 

## Ouvrages publiés en français
Ouvrages personnels
- Puissances de l'invention. La psychologie économique de Gabriel Tarde contre l'économie politique, Les Empêcheurs de penser en rond, 2002.
- Les Révolutions du capitalisme, Les Empêcheurs de penser en rond, 2004 [lire en ligne].
- Le Gouvernement des inégalités. Critique de l'insécurité néolibérale, Éditions Amsterdam, 2008.
- Expérimentations politiques, Éditions Amsterdam, 2009 (reprend Le Gouvernement des inégalités).
- La fabrique de l’homme endetté : Essai sur la condition néolibérale, Paris, Éditions Amsterdam, 2011, 124 p. (ISBN 978-2-35480-096-3)
- Gouverner par la dette, Paris, Les Prairies ordinaires, 2014, 229 p. (ISBN 978-2-35096-089-0)
- Marcel Duchamp et le refus du travail, Les Prairies ordinaires, 2014, 96 p.

Ouvrages collectifs
- avec Éric Alliez, Guerre et capital, Éditions Amsterdam, 2016

- avec Antonio Negri et Yann Moulier-Boutang, Des entreprises pas comme les autres : Benetton en Italie, le Sentier à Paris, Publisud, 1993.
- avec Antonella Corsani, Antonio Negri et la collaboration de Yann Moulier-Boutang, Le Bassin de Travail Immatériel (BTI) dans la métropole parisienne, L'Harmattan, 1996.
- avec Antonella Corsani, Intermittents et précaires, Éditions Amsterdam, 2008 [lire en ligne] [PDF].

Postface
- « Postface » à Gabriel Tarde, Monadologie et sociologie, Les Empêcheurs de penser en rond, 1999 (édition dirigée par Éric Alliez).